# Sở Cung vương
Sở Cung vương (chữ Hán: 楚共王 hay 楚龔王, 600 TCN-560 TCN), tên thật là Hùng Thẩm (熊審) hay Mị Thẩm (羋審), là vị vua thứ 26 của nước Sở - chư hầu nhà Chu trong lịch sử Trung Quốc.
Hùng Thẩm con của Sở Trang vương, vua thứ 25 của nước Sở. Năm 591 TCN, Sở Trang vương qua đời, Hùng Thẩm lên ngôi, tức là Sở Cung vương.

## Tranh chấp nội bộ
Sở Cung vương lên ngôi còn nhỏ tuổi, việc lớn trong nước do Lệnh doãn (tương đương với tướng quốc) là Tử Trọng quyết định.
Năm 585 TCN, đại phu nước Sở là Tích Công bỏ Sở trốn sang Tấn, được vua Tấn trọng dụng, trở thành mưu thần nước Tấn. 

## Lôi kéo nước Trịnh
Năm 589 TCN, Sở Cung vương mang quân đánh nước Vệ, có quân nước Trịnh giúp. Vệ Định công phải xin giảng hòa. Sở Cung vương lại sang đánh Lỗ. Lỗ Thành công cũng phải thần phục. Sở Cung vương hội chư hầu tại đất Thục (thuộc nước Lỗ).
Năm 588 TCN, Khước Chí xin dùng thi thế Tương Lão và công tử Cốc Thần (con của Sở Trang vương) để đổi lấy tướng Tấn bị Sở bắt là Tuân Oanh, Sở Cung vương nhận lời, thả Oanh về Tấn.
Do nước Trịnh đánh nước Hứa, Hứa Linh công kiện nước Trịnh với Sở Cung vương. Sở Cung vương triệu kiến nước Trịnh. Năm 586 TCN Trịnh Điệu công phải sang nước Sở triều kiến, Sở Cung vương vua Sở bắt 2 đại phu nước Trịnh là Hoàng Thú và Tử Quốc. Trịnh Điệu công thấy vậy lại bỏ Sở theo Tấn.
Năm 585 TCN, nước Tấn xuất binh đánh nước Sái. Sở Cung vương đem binh lực từ hai huyện Tức và Thân đến cứu Sái. Quân Tấn cho rằng nếu như có thắng trận thì đó cũng chỉ là chiến thắng trước hai huyện của Sở chứ không phải là thắng Sở, còn nếu chẳng may thất bại thì sẽ là một sỉ nhục, do vậy rút lui.
Năm 584 TCN, Sở Cung vương lại sang đánh Trịnh. Nước Tấn dẫn chư hầu đi cứu. Hai tướng Trịnh là Cung Trọng và Hầu Vũ mang quân ra địch, bắt được tướng Sở là Chung Nghi mang nộp cho Loan Thư nước Tấn. Trịnh lại hội thề với Tấn.
Năm 583 TCN, Sở Cung vương dùng của cải biếu nước Trịnh để lôi kéo. Trịnh Thành công (tức công tử Hỗn) lại cùng Sở hội họp rồi để giữ quan hệ cả với nước Tấn, bị Tấn Cảnh Công bắt giữ, người nước Trịnh phải chịu quy phục và gửi con tin để nước Tấn thả Trịnh Thành công.

## Thua trận ở Yển Lăng
Tháng 2 năm 575 TCN, Sở Cung vương sai công tử Thành lấy ruộng ở Nhữ Âm biếu nước Trịnh để lôi kéo. Trịnh Thành công lại bỏ Tấn theo Sở, cùng thề với nước Sở. Tấn Lệ công lại họp quân chư hầu đánh Trịnh. Trịnh Thành công cầu cứu Sở. Tháng 5 năm đó, Sở Cung vương đem quân tiến lên phía Bắc cứu Trịnh. Hai bên giao chiến ở đất Yển Lăng thuộc nước Trịnh.
Quân Sở bí mật áp sát vào doanh trại quân Tấn vào ban đêm. Quân Tấn không nao núng, đem binh ra chống cự. Tướng nước Tấn là Miêu Bí Hoàng khuyên Tấn Lệ công, cho rằng Trung quân của Sở mạnh không đánh được, mà Tả quân và Hữu quân thì có quân Trịnh và Đông Di nên yếu và huấn luyện kém, nên kìm kẹp vào hai bên này rồi mới đánh Trung quân. Tấn Lệ công nghe theo, dẫn Trung quân đánh vào hai bên tả hữu của Sở, bao vây quân trại. Nhân lúc quân Sở rối loạn, Thượng quân và Hạ quân của nước Tấn cũng thừa cơ đến tập kích vào trung quân nước Sở. Sở Cung vương thấy quân Tấn tấn công bạc nhược, bèn dẫn trung quân ra phản công, nhưng mắc mưu của Miêu Bí Hoàng nên bị đánh bại, bản thân ông bị bắn chột một mắt, phải lui quân.
Quân Tấn đánh thắng Trung quân, lập tức tiến công vào Tả quân và Hữu quân. Quân Sở thất bại, thương vong trầm trọng, cũng phải thu binh rút lui, đến Hạ Gian thì thu thập thêm binh lính, chuẩn bị tái chiến. Sở Cung vương triệu Trung quân tướng Tử Phản (子反) đến bản thảo về kế hoạch tác chiến cho ngày hôm sau, nhưng bắt gặp Tử Phản say rượu. Sở Cung vương sợ quân Tấn thừa cơ tập kích nên quyết định rút lui, và sai quân đưa Tử Phản về. Khi Tử Phản tỉnh rượu, Sở Cung vương ra lệnh tha cho nhưng Tử Phản xấu hổ đã tự sát. Quân Sở thất bại.
Năm 573 TCN, Sở Cung vương hận Tấn vì trận thua Yển Lăng, bèn cho người đến nói với Tấn Lệ công: Sở dĩ có trận Yển Lăng vì Khước Chí gọi quân Sở đến vì ý đồ làm loạn nước Tấn để đưa công tử Chu về làm vua.
Từ đó Tấn Lệ công muốn giết Khước Chí, bèn sai Tư Đồng giết ba đại phu họ Khước và cho Tư Đồng lên làm đại phu. Loan Thư và Tuân Yển sợ bị giết nên làm binh biến giết Lệ công, đón công tử Chu về làm vua tức Tấn Điệu công.

## Nỗ lực giành lại ngôi bá chủ
Tháng 6 năm 573 TCN, Trịnh Thành công đem quân đánh Tống, đến ngoại thành nước Tống. Trịnh Thành công mời Sở Cung vương cùng đánh Tống. Sở Cung vương và Trịnh Thành công hợp quân chiếm U Khâu của Tống, rồi tiến tới Bành Thành. Vua Sở cho các đại phu Ngư Thạch, Hướng Vi Nhân, Lân Chu, Hướng Đái, Ngư Phủ, Tống Hồi và Lưu Hạ Tam đã bỏ trốn sang Sở trước đó ba trăm chuyến xe phòng thủ và đưa về Bành Thành. Năm sau, chư hầu đem quân cứu Tống, giết Ngư Thạch, trả Bành Thành cho Tống Bình công.
Tháng 7 năm 571 TCN, nước Tấn hội chư hầu đắp thành Hổ Lao để khống chế nước Trịnh, nước Trịnh đành phải lại theo Tấn.
Năm 568 TCN, Sở Cung vương sai quân đánh nước Trần, giữa đường đi ngang qua nước Đốn, buộc nước này thần phục. Trần Ai công thấy vậy bèn mang quân vây nước Đốn. Quân Sở bèn tấn công nước Trần để cứu Đốn. Trần Ai công cầu cứu nước Tấn. Tấn Điệu công bèn hội quân chư hầu đi cứu Trần. Quân Sở phải rút về.
Năm 565 TCN, Sở Cung vương lại sai công tử Trinh đánh nước Trần. Nước Trần lại cầu cứu nước Tấn. Tấn Điệu công họp chư hầu để cứu Trần mà không quả quyết tiến quân. Trần Ai công phải xin giảng hòa với Sở.
Tháng 9 năm đó, Sở Cung vương cử công tử Trinh mang quân đánh Trịnh vì tội theo Tấn đánh Sái. Nước Trịnh lại xin giảng hòa và theo nước Sở.
Năm 564 TCN, Tấn Điệu công hội chư hầu đánh Trịnh, buộc nước Trịnh đầu hàng. Sở Cung vương thấy vậy cũng đánh Trịnh, Trịnh lại theo Sở. Các chư hầu theo Tấn lại vây đánh nước Trịnh ở ngoài ải Hổ Lao. Công tử Trinh nước Sở mang quân cứu Trịnh nhưng rốt cục hai bên đều bãi binh.
Năm 562 TCN, Tấn Điệu công đem quân đánh Trịnh. Sở Cung vương bèn sai sứ mượn quân nước Tần để cứu Trịnh. Tần Cảnh công mang quân giúp Sở. Nước Trịnh lại xin theo Sở, cùng nhau đánh nước Tống. Nước Tấn bèn kéo chư hầu tới cứu Tống và đánh Trịnh. Trịnh Giản công lại muốn theo Tấn, bèn sai sứ là Lương Tiêu và Thạch Xước đến gặp Sở Cung vương báo. Vua Sở tức giận bèn bắt giữ các sứ giả nước Trịnh.

## Xung đột với nước Ngô
Vua Ngô là Ngô Thọ Mộng đã xưng vương ngang với nước Sở. Năm 584 TCN, đại phu nước Sở là Vu Thần oán trách tướng nước Sở là Tử Phản, bỏ trốn sang nước Tấn. Nước Tấn cử Vu Thần đi sứ nước Ngô. Thọ Mộng thu dụng Vu Thần. Vu Thần dạy cho người Ngô cách đi xe và dùng binh pháp.
Thọ Mộng dùng con Vu Thần làm quan nước Ngô giúp nước Ngô hùng mạnh. Từ đó thế lực nước Ngô ngày càng lớn, Ngô Thọ Mộng nhiều lần mang quân đánh phá nước Sở.
Năm 570 TCN, Sở Cung vương mang quân đánh Ngô để báo thù, tiến đến đất Hành Sơn mới rút lui.
Mùa thu năm 560 TCN, Ngô-Sở lại xảy ra chiến tranh. Quân Sở đánh bại quân Ngô

## Qua đời
Năm 560 TCN, Sở Cung vương uất ức trận thua ở Yển Lăng nên lâm bệnh nặng. Trước khi mất, ông yêu cầu được đặt thụy Linh vương hay Lệ vương để nói lên sự xấu hổ trong việc thua trận ở Yển Lăng nhưng sau khi ông mất, lệnh doãn nước Sở cho là thụy không tốt nên đặt là Cung vương.
Sở Cung vương có năm người con trai là công tử Chiêu, công tử Vi, công tử Bỉ, công tử Hắc Quang và công tử Khí Tật. Theo Sử ký, Sở Cung vương muốn biết trong các con ai có số làm vua bèn chôn khối ngọc ở tông miếu, rồi triệu năm người con vào. Công tử Khí Tật còn nhỏ được ẵm vào đúng chỗ khối ngọc, nhưng Cung vương không lập làm thái tử mà lập công tử Chiêu. Sau khi Sở Cung vương qua đời, công tử Chiêu lên nối ngôi, tức Sở Khang vương.

## Gia đình
Vợ chính của Sở Cung vương không có con. Những người vợ khác sinh ra 5 người con trai. Theo Tả truyện, 5 người con của Sở Cung vương đều là con vợ thứ, không người nào có quyền đương nhiên làm thái tử. Sở Cung vương tế thần sông núi, xin chọn lấy người nối ngôi. Tế xong, Cung vương mang thẻ ngọc đến trước các miếu thần, khấn xin: nếu trong các con ông ai được nối ngôi thì tới trước thẻ ngọc quỳ làm lễ. Sau đó ông cùng một người thứ phi là Ba Cơ mang chôn giấu trong thái miếu và truyền lệnh cho 5 người con trai lần lượt vào làm lễ, bắt đầu từ người nhiều tuổi nhất. Cung vương bí mật quan sát thấy: công tử Chiêu đứng dang 2 chân 2 bên cái thẻ; kế tiếp công tử Kiền chống khuỷu tay lên thẻ; tiếp theo công tử Bỉ đứng xa thẻ; tới lượt công tử Hắc Quang cũng đứng xa thẻ; cuối cùng tới công tử Khí Tật còn bé, được một viên quan bế vào, 2 lần quỳ lên nút dây thẻ. Về sau, trong 5 người thì có bốn người thay nhau làm vua trong 44 năm:
- Sở Khang vương Hùng Chiêu (làm vua 559 TCN – 545 TCN)
- Sở Linh vương Hùng Vi (hay Hùng Kiền) (làm vua 540 TCN – 530 tCN)
- Sở vương Bỉ, tức Hùng Bỉ (làm vua 529 TCN)
- Công tử Hắc Quang
- Sở Bình vương, tức Khí Tật (làm vua 529 TCN – 516 TCN)

Cháu:
- Sở Giáp Ngao (con Sở Khang vương)
- Thế tử Kiến (con Sở Bình vương)
- Sở Chiêu vương (con Sở Bình vương)